# Gozdna jagoda

Gozdna jagoda (znanstveno ime Fragaria vesca) je rastlina z užitnimi plodovi, ki je pogosta v gozdovih Evrope in Severne Amerike.

## Opis
Listi gozdne jagode so ovalne oblike in imajo nazobčane robove. Sestavljeni so iz treh listov, pritrjenih na pecelj, ki izrašča neposredno iz tal. Cvetovi s petimi belimi venčnimi listi se nahajajo na vrhu od 3 do 15 cm visokega dlakastega stebelca v skupinah od pet do enajst. V Sloveniji gozdna jagoda cveti od maja do junija. Iz oplojenih cvetov se razvijejo okusni rdeče obarvani plodovi, na katerih so drobna semena, s pomočjo katerih se gozdne jagode tudi razmnožujejo. Poleg tega se razmnožujejo tudi s pomočjo pritlik, poganjkov, ki se ukoreninijo in se razvijejo v samostojno rastlino.

### Podvrste
- Fragaria vesca ssp. americana (Porter) Staudt
- Fragaria vesca ssp. bracteata  (Heller) Staudt
- Fragaria vesca ssp. vesca L.
- Fragaria vesca ssp. semperflorens L.

## Uporaba
Plodovi gozdne jagode so bili v prehrani človeka pomembni že v kameni dobi. Vsebujejo veliko vitamina C, pa tudi vitamine A, B1 in B2 ter magnezij, železo, kalij, kalcij in fosfor. V ljudskem zdravilstvu se uporabljajo listi in korenine divje jagode. Čaj iz prevretih posušenih listov in korenin se grgra pri vnetjih ustne votline in grla, pomaga pa tudi pri želodčnih in črevesnih motnjah ter za zaustavljanje driske. Poleg tega čaj pomaga pri čiščenju krvi in za pomiritev, poleg tega pa blaži oslovski kašelj in astmo ter odpravlja vodo iz oteklih nog.